# Abdalkarím Sorúš
Abdalkarím Sorúš (anglický přepis Abdolkarim Soroush nebo Abdulkarim Soroush, vlastním jménem Husejn Hadž Faradž Dabach, * 1945) je íránský náboženský myslitel, filozof a reformátor. Podzimní semestr roku 2007 strávil na Kolumbijské univerzitě a jarní semestr roku 2008 na Georgetownské univerzitě ve Washingtonu jako hostující vědec. V zimě roku 2012 působil jako hostující profesor na chicagské univerzitě, kde vyučoval intelektuální a náboženské dějiny moderního íránu.